# I. János svéd király
I. János, svédül Johan Sverkersson (1201 – 1222. március 10.) Svédország királya 1216-tól haláláig. Ifjabb Sverker fia. Anyja Ingegärd Birgersdotter.

## Élete
A grófi (svéd Jarl) címet 1202-ben örökölte nagyapjától. Amikor édesapja 1210-ben meghalt, János még túl fiatal volt, hogy Erik Knutssontól elvitassa a királyi címet. Utóbbinak 1216-os halála után azonban Jánost királlyá választották. A választásban döntő szerepet játszott János anyja családjának hatalmi pozíciója. A koronázás 1219-ben, Linköping városában zajlott, amikor János betöltötte nagykorúságát.
Az ezt követő rövid országlása alatt János keresztes hadjáratot vezetett Észtországban, ahol rövid időre sikerült új területeket elfoglalniuk. A leali (lihulai) csatában elszenvedett 1220. augusztus 8-i vereség után János visszatért Svédországba. 
János térítéseivel az észt területen későn érkezett, hiszen a területen a Német Lovagrend és a dánok már jelentős sikereket értek el.
János 1222-ben halt meg Visingsőn. Foldi maradványait az alvastrai apátságban helyezték végső nyugalomra. Ő volt az utolsó Sverker-házi király.
Királyi mellékneve, az Ifjabb, mely újabb krónikákban tűnik fel, valójában egy félrefordítás következménye, mely a latin "Johannes, Suercheri junioris filius" feliratból ered. Ennek jelentése: "János, az Ifjabb Sverker fia".

## Fordítás
- Ez a szócikk részben vagy egészben  a   Johann I. (Schweden) című német Wikipédia-szócikk ezen változatának fordításán alapul.  Az eredeti cikk szerkesztőit annak laptörténete sorolja fel. Ez a jelzés csupán a megfogalmazás eredetét és a szerzői jogokat jelzi, nem szolgál a cikkben szereplő információk forrásmegjelöléseként.

## Külső hivatkozások
- Bengans historiasidor (svéd nyelven). Wadbring.com